# Erebia excessima
Erebia excessima är en fjärilsart som beskrevs av Curt Eisner 1946. Erebia excessima ingår i släktet Erebia och familjen praktfjärilar. Inga underarter finns listade i Catalogue of Life.